# Ozero Devitjki
Ozero Devitjki (ryska: Озеро Девички) är en sjö i Belarus.   Den ligger i voblasten Vitsebsks voblast, i den norra delen av landet, 210 km nordost om huvudstaden Minsk. Ozero Devitjki ligger 132 meter över havet.
I omgivningarna runt Ozero Devitjki växer i huvudsak blandskog. Runt Ozero Devitjki är det ganska tätbefolkat, med 72 invånare per kvadratkilometer.